# Wróblewo (powiat szamotulski)
Wróblewo – średniej wielkości wieś sołecka w Polsce położona w województwie wielkopolskim, w powiecie szamotulskim, w gminie Wronki, przy drodze wojewódzkiej nr 186.
Wieś szlachecka położona była w 1580 roku w powiecie poznańskim województwa poznańskiego. Do 1954 roku istniała gmina Wróblewo. W latach 1975–1998 miejscowość należała administracyjnie do województwa pilskiego.
Siedziba istniejącego od 1947 klubu sportowego LKS Czarni Wróblewo.